# HD 152161
HD 152161，又名CD-4211627，SAO 227359、HR 6257，是一颗恒星，视星等为5.96，位于銀經342.46，銀緯0.48，其B1900.0坐标为赤經16h 46m 36.4s，赤緯-42° 0.48′ 59″。